# Oostenrijk op het Eurovisiesongfestival 2015

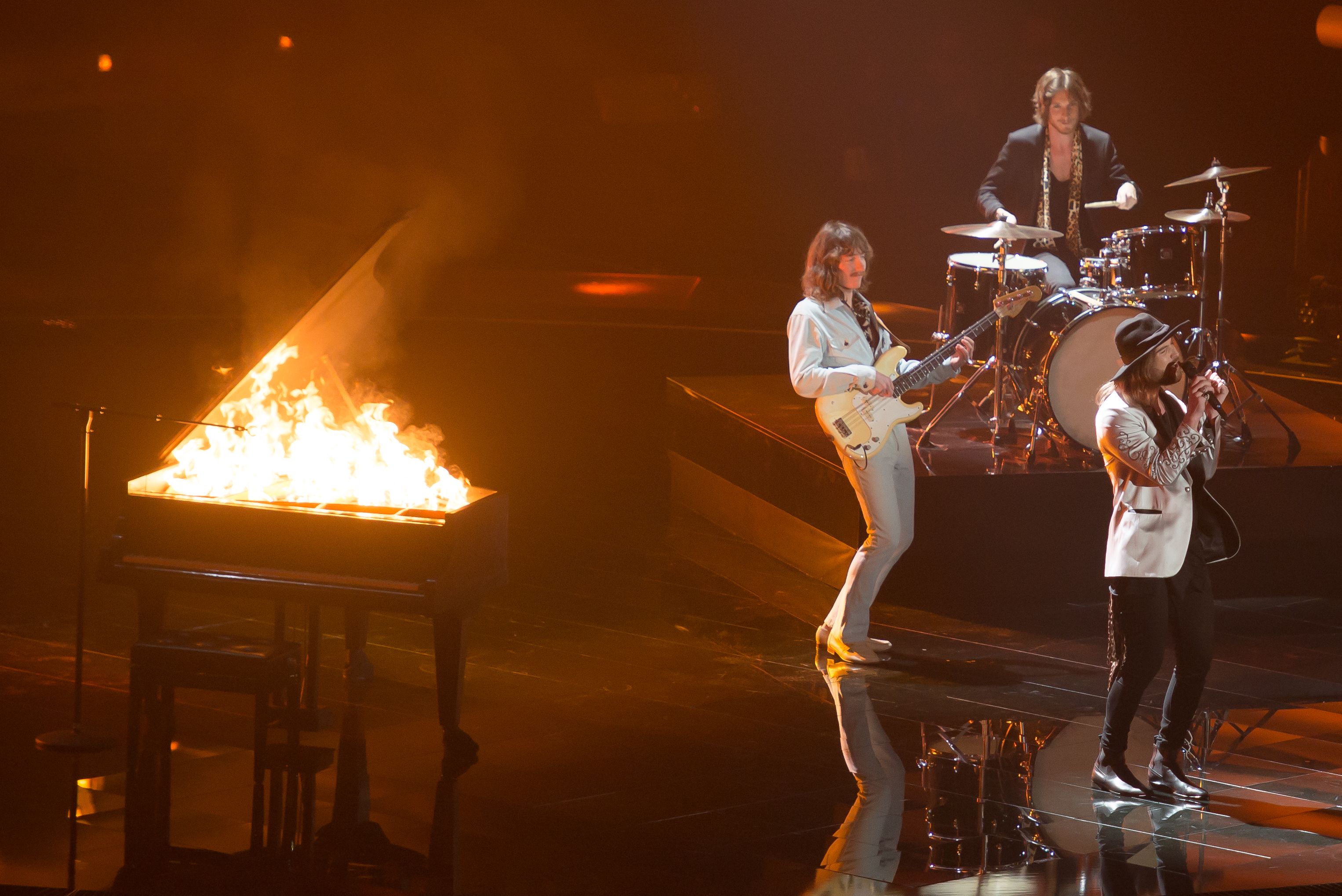
The Makemakes tijdens het songfestival

Oostenrijk nam deel aan het Eurovisiesongfestival 2015, dat gehouden werd in eigen land, in hoofdstad Wenen. Het was de 48ste deelname van het land aan het Eurovisiesongfestival. ORF was verantwoordelijk voor de Oostenrijkse bijdrage voor de editie van 2015.

## Selectieprocedure
Op 28 oktober 2014 gaf ORF uitleg over de Oostenrijkse selectieprocedure. De nationale preselectie zou over vier shows lopen, allen gepresenteerd door Mirjam Weichselbraun, die ook gastvrouw zou zijn van het eigenlijke Eurovisiesongfestival. Alleen de finale, die op 13 maart zou plaatsvinden in Wenen, werd live uitgezonden. De drie voorrondes werden vooraf opgenomen.
Er traden zestien acts aan in de nationale preselectie. Ze werden geselecteerd door een comité van muziekexperten geleid door Alex Deutsch. In de eerste show vielen tien van de zestien acts af. Een week later kreeg elke artiest de kans om diens vocale kwaliteiten tentoon te spreiden. In de derde show zongen alle zes de artiesten twee nummers; één nummer gecomponeerd door een Oostenrijker en één door buitenlanders. Zes van deze nummers, één per artiest, stootte door naar de grote finale. In die finale stonden een vakjury en het publiek via televoting elk in voor de helft van de punten. Uiteindelijk wonnen The Makemakes met het nummer I am yours.

## In Wenen
Als gastland mocht Oostenrijk rechtstreeks deelnemen aan de grote finale, op zaterdag 23 mei 2015. In de finale trad Oostenrijk als veertiende van de 27 acts aan, na Loïc Nottet uit België en voor Maria Elena Kiriakou uit Griekenland. Oostenrijk eindigde als zesentwintigste met 0 punten. Het was voor het eerst in de geschiedenis van het songfestival dat het gastland puntloos achterbleef.
1957 · 1958 · 1959 · 1960 · 1961 · 1962 · 1963 · 1964 · 1965 · 1966 · 1967 · 1968 · 1969-1970 · 1971 · 1972 · 1973-1975 · 1976 · 1977 · 1978 · 1979 · 1980 · 1981 · 1982 · 1983 · 1984 · 1985 · 1986 · 1987 · 1988 · 1989 · 1990 · 1991 · 1992 · 1993 · 1994 · 1995 · 1996 · 1997 · 1998 · 1999 · 2000 · 2001 · 2002 · 2003 · 2004 · 2005 · 2006 · 2007 · 2008-2010 · 2011 · 2012 · 2013 · 2014 · 2015 · 2016 · 2017 · 2018 · 2019 · 2020 · 2021 · 2022 · 2023 · 2024 · 2025
Albanië · Armenië · Australië · Azerbeidzjan · België · Cyprus · Denemarken · Duitsland · Estland · Finland · Frankrijk · Georgië · Griekenland · Hongarije · Ierland · IJsland · Israël · Italië · Letland · Litouwen · Macedonië · Malta · Moldavië · Montenegro · Nederland · Noorwegen · Oostenrijk · Polen · Portugal · Roemenië · Rusland · San Marino · Servië · Slovenië · Spanje · Tsjechië · Verenigd Koninkrijk · Wit-Rusland · Zweden · Zwitserland